# 艾尔德凯尔泰什
艾尔德凯尔泰什，是匈牙利佩斯州所辖的一个村。总面积5.75平方公里，总人口7583，人口密度1318.8人/平方公里（2011年1月1日）。